# Didymella adianticola
Didymella adianticola är en svampart som beskrevs av Aa & Boerema 1983. Didymella adianticola ingår i släktet Didymella, ordningen Pleosporales, klassen Dothideomycetes, divisionen sporsäcksvampar och riket svampar.   Inga underarter finns listade i Catalogue of Life.